# Casino (Capvern)

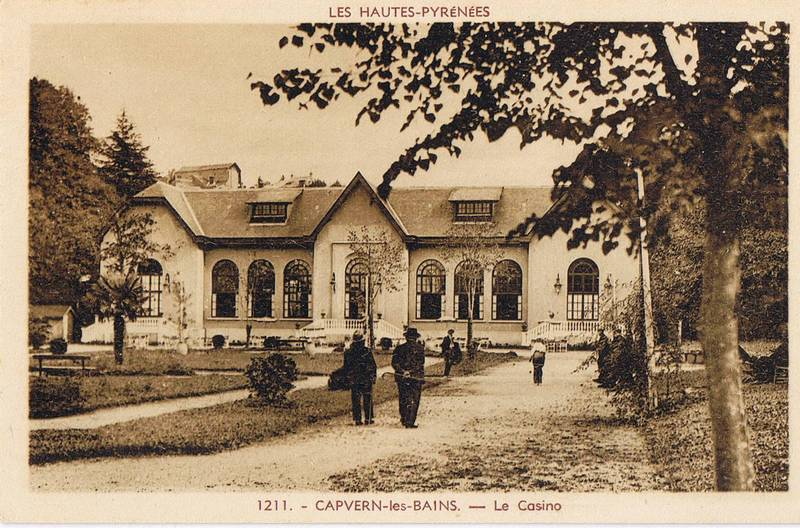
Das Casino in Capvern auf einer Postkarte (vermutlich Ende der 1920er Jahre)

Das Casino in Capvern (auch als  Capvern-les-Bains bezeichnet), einer französischen Gemeinde im Département Hautes-Pyrénées in der Region Okzitanien, wurde 1926 errichtet.  
Das Casino an der Rue du Casino Nr. 151 wurde gebaut, nachdem der Pariser Industrielle François Thévenot vom Staat die Lizenz für den Betrieb einer Spielbank in Capvern erhalten hatte. Bis Ende des 20. Jahrhunderts wurde das Gebäude als Spielbank genutzt, danach wurde der Betrieb in einem Hotel fortgeführt. Das Casinogebäude wurde zu einem Nachtclub umfunktioniert, der bis 2021 existierte. 

## Beschreibung
Das U-förmige Gebäude hat an den Seiten zwei rückwärtige Flügel. An der Vorderseite sind drei Risalite vorhanden, die mit Walm- bzw. Satteldächern abgeschlossen werden. Die Fensterreihung ist vom Stil des Neoklassizismus beeinflusst, der in den französischen Kurbädern des 19. Jahrhunderts vorherrschte. Die Dächer sind mit Schiefer gedeckt, die auf dem historischen Foto erkennbaren Dachgauben sind heute nicht mehr vorhanden.